# Шоссе 41 (Израиль)
Шоссе 41 (ивр. כביש 41‎ , англ. Highway 41) — израильское шоссе, проходящее в центральной части Израиля. Шоссе начинается от северного въезда в Ашдод и продолжается до перекрёстка Бней-Даром. Раньше шоссе продолжалось и дальше вплоть до Гедеры, но часть его была заменена шоссе № 7. Это шоссе имеет две полосы движения в каждом направлении и жесткое разделение между направлениями. Включает в себя регулируемые перекрёстки на всей своей длине (за исключением развязки в Ашдоде).
Шоссе 41 вместе с шоссе 7 создают поперечную ось страны от Ашдода до Гедеры. Другим важным транспортным фактором дороги является её связь между югом и Гуш-Даном. Дорога является транспортной артерией порта Ашдод, и поэтому всё развитие порта зависит от модернизации дороги и перекрёстков вдоль нее.

## История
В июле 2011 года компания «Нетивей Исраэль» объявила тендер на преобразование восточной части шоссе 41 в шоссе 7, и в 2014 году преобразование было завершено с ликвидацией перёкрестков и их преобразованием в развязки «Гедера» и «Бейт-Рабан».
Согласно плану компании «Нетивей Исраэль», шоссе 41, которое проходит между портовым перекрёстком Ашдода и транспортной развязкой Ашдода, планируется модернизировать и перенаправить в качестве продолжения существующего шоссе 7. На пересечении с бульваром Бнай-Брит планируется построить развязку «Бнай-Брит», а также будущую развязку на перекрёстке Нир-Галим. Ожидается, что шоссе будет иметь по три полосы в каждом направлении.
Согласно плану Министерства транспорта Израиля по обновлению нумерации многих дорог Израиля, опубликованному в конце 2018 года, ожидается, что шоссе 7 и шоссе 41 будут пронумерованы как продолжение существующего и планируемого шоссе 3 между развязкой Сорек и шоссе 443. Согласно планам Министерства транспорта, это изменение нумерации дорог на различных дорожных знаках должно произойти в течение двух лет.